# بليحاء ضيقة
البليحاء الضيقة (باللاتينية: Reseda stricta) نوع نباتي من جنس البليحاء.

## الموئل والانتشار
موطنها المغرب العربي وإسبانيا.

## الوصف النباتي
نبات عشبي.